# Primitivus manduriensis
Primitivus manduriensis è un rettile estinto appartenente ai dolicosauridi. Visse tra la fine del Campaniano e l’inizio del Maastrichtiano (75 - 70 milioni di anni fa), e i suoi resti fossili sono stati ritrovati in Italia.

## Descrizione
L’unico esemplare conosciuto di questo animale è l’olotipo (MPUR NS 161), estremamente ben conservato e quasi completo, rinvenuto nei giacimenti fossiliferi di Nardò, in Puglia. Il corpo di questo animale era molto allungato, e presentava numerosi adattamenti alla vita acquatica, quali la coda compressa lateralmente, il cinto scapolare ridotto e le falangi allungate. Nonostante ciò, la zona sacrale era completamente funzionale e permetteva all’animale di spostarsi anche sulla terraferma. Sulla matrice che ingloba il fossile sono evidenti alcune tracce di squame situate vicino agli arti e al tronco, cartilagine (distinguibile dalle ossa grazie all’impiego di una luce UV), muscoli e resti di piccoli vertebrati (possibilmente di pesci), che rappresentano l’ultimo pasto della creatura. L’esemplare si è rivelato essere un subadulto, come evidenziato dall’incompleta fusione di alcune ossa.

## Classificazione
Le analisi filogenetiche hanno permesso di stabilire l’appartenenza di Primitivus ai dolicosauridi, un clade di squamati acquatici affini a serpenti e mosasauri. P. manduriensis potrebbe rappresentare una specie relitta, poiché nel periodo in cui visse questa specie gli altri dolicosauridi erano in declino (e potenzialmente già estinti), ed estende di 10 milioni di anni il record fossile di questo gruppo.

## Significato del nome
Il nome scientifico di Primitivus manduriensis deriva da un famoso vino rosso pugliese, il Primitivo di Manduria, che viene prodotto anche nei vigneti di Nardò, da dove proviene il fossile.